# Eunidia lineata
Eunidia lineata är en skalbaggsart som beskrevs av Aurivillius 1911. Eunidia lineata ingår i släktet Eunidia och familjen långhorningar.
Artens utbredningsområde är Kenya. Inga underarter finns listade i Catalogue of Life.